# جوسيف فرايد
جوسيف فرايد (بالإنجليزية: Josef Fried)‏ هو كيميائي أمريكي، ولد في 21 يوليو 1914، وتوفي في 17 أغسطس 2001.